# Koji Tanaka
Koji Tanaka (Prefectura de Saitama, Japó, 2 de novembre de 1955) és un exfutbolista japonès.

## Selecció japonesa
Koji Tanaka va disputar 20 partits amb la selecció japonesa.